# Miguel de la Fuente
Miguel de la Fuente Escudero (ur. 3 września 1999 w Tudeli de Duero) – hiszpański piłkarz, występujący na pozycji środkowego napastnika w hiszpańskim klubie CD Leganés.

## Sukcesy

### CD Leganés
- Segunda División: 2023/2024